# Eriocaulon leptophyllum
Eriocaulon leptophyllum är en gräsväxtart som beskrevs av Carl Sigismund Kunth. Eriocaulon leptophyllum ingår i släktet Eriocaulon och familjen Eriocaulaceae. Inga underarter finns listade i Catalogue of Life.